# 奥羽越列藩同盟

奥羽越列藩同盟旗、黒地のものと白地のものがある

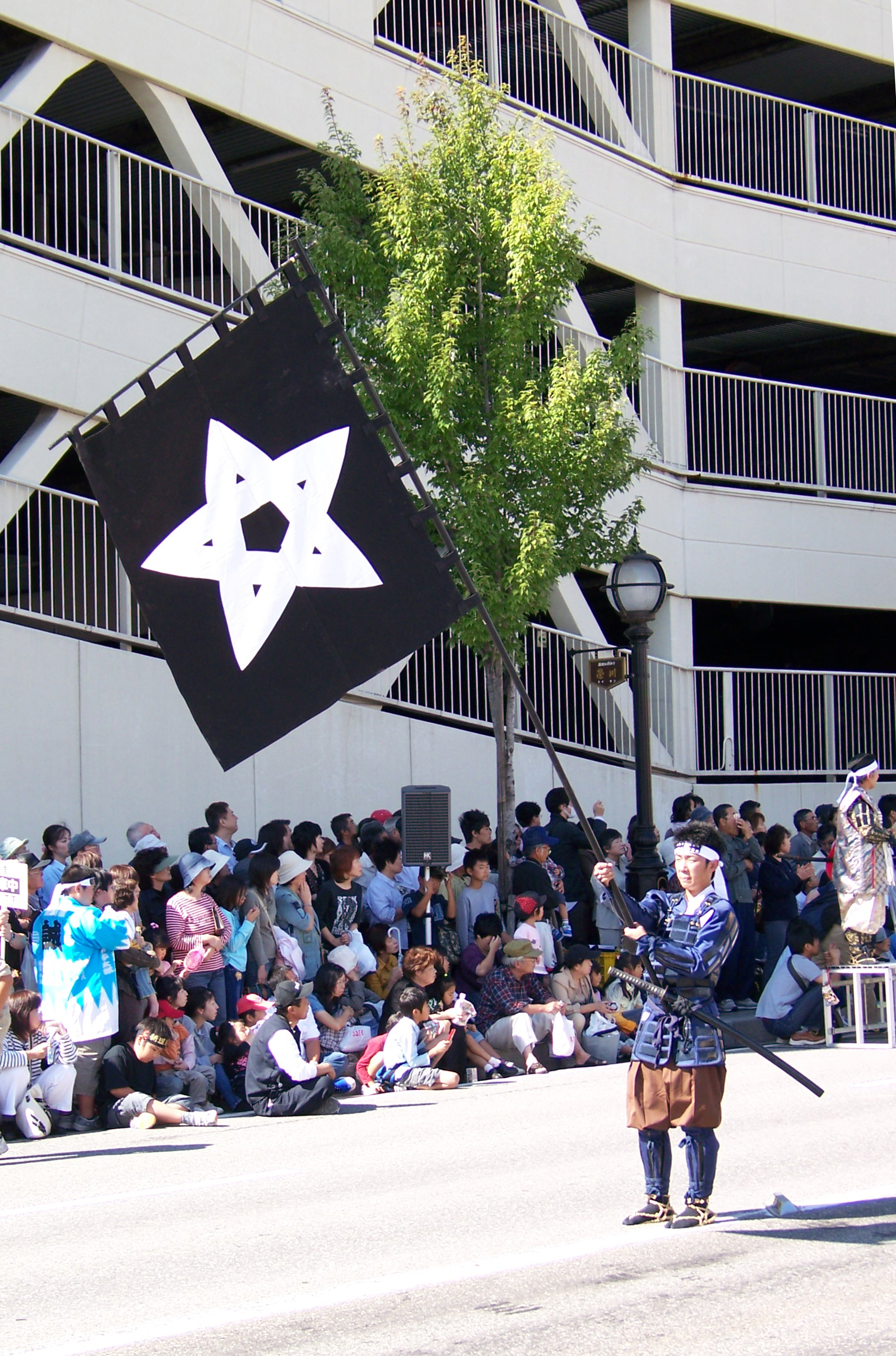
会津若松の祭典にて列藩同盟旗を掲げる旗手

奥羽越列藩同盟（おううえつれっぱんどうめい）は、戊辰戦争中の1868年（慶応4年/明治元年）5月6日に成立した同盟で、陸奥国（奥州）・出羽国（羽州）および越後国（越州）の諸藩が、輪王寺宮公現入道親王 を盟主とした、反維新政府的攻守同盟、または地方政権。
奥羽諸藩は新政府が仙台藩に派遣した奥羽鎮撫総督に従っていたが、奥羽諸藩は会津藩・庄内藩の「朝敵」赦免嘆願を行い、その目的を達成するための同志的結合が形成されていた。しかし、この赦免嘆願が拒絶された後は、列藩同盟は新政府軍に対抗する諸藩の軍事同盟へと変貌した。一説には公現入道親王を天皇として擁立した東北朝廷であったともされるが、同盟自体がそのような表現を公式に行ったことはなく、「幼君（明治天皇）の君側の奸である薩賊（薩摩藩）を除く」ことが目的であると主張している。
成立間もない5月中に新政府軍は東北への侵攻を開始、同盟諸藩は新政府軍との戦闘を行ったが、勝利をおさめることはできずに個々に降伏（戊辰戦争）。9月には中心的存在の仙台、会津が降伏し、同盟は消滅した。

## 背景
幕末期、会津藩主・松平容保は京都守護職、庄内藩主・酒井忠篤は江戸市中取締を命ぜられていた。特に会津藩は一会桑政権を構成し、長州藩、後に薩摩藩と対立していた。
仙台藩は62万石という、奥羽随一の石高を持ち、藩主である伊達慶邦は従四位上左近衛権中将という高い位階を持っていた。開国以来の政治的変化に対し、奉行の遠藤允信らは朝廷と接近し、積極的に中央に介入しようと主張し、藩に利益のない中央情勢への介入を嫌い、現状維持を主張する但木土佐らの勢力と対立していた。文久3年（1863年）1月には遠藤らが失脚、慶邦は幕府の政事総裁職就任も断り、政局から距離を置く方針を明確にしていた。

## 会津・庄内への降伏交渉
慶応4年（1868年）1月9日、鳥羽・伏見の戦いで旧幕府軍が敗れると、松平容保は江戸に戻った。1月17日、新政府は仙台藩に会津藩追討を命じた。しかし仙台は兵を出さなかった。
2月9日、新政府は澤為量を奥羽鎮撫総督に任じた。2月16日、容保は隠居を表明し、朝廷に対する謝罪状を提出して会津に戻った。3月2日、澤に代わって奥羽鎮撫総督となった九条道孝、副総督となった澤らが京都をたって3月23日仙台に入った。奥羽鎮撫総督府は伊達慶邦と米沢藩主・上杉斉憲に対し、容保に降伏を求めるよう命じた。

### 会津・庄内両藩の動向（蝦夷地売却未遂事件）
容保は謝罪状を提出したものの、仙台、米沢からの降伏勧告を受け入れなかった。新政府軍は会津がなお抗戦を諦めていないと見ていた。
会津は南摩綱紀を庄内藩に派遣、4月10日に庄内藩重役の松平親懐らと会合を持ち、会庄同盟を結成する。なお、親懐は米沢藩が同盟に加われば仙台藩も同盟に加わると意見を述べており、この時期に「奥羽列藩同盟」構想の萌芽が現れていたと言える 。そのころ庄内藩は、当時日本一の大地主と言われ藩を財政的に支えた商人本間家の莫大な献金を元に商人エドワード・スネルからスナイドル銃など最新式兵器を購入するなど軍備の強化を進めており、それが会津藩を勇気づけることとなった。会津・庄内両藩はプロイセン代理公使マックス・フォン・ブラントを通じて、領有する蝦夷地（現在の北海道）の根室や留萌の譲渡と引き換えにプロイセンとの提携を模索していた。しかしプロイセン宰相オットー・フォン・ビスマルクは中立の立場から会庄両藩の申し出を断っている。一方でプロイセン戦争大臣兼海軍大臣アルブレヒト・フォン・ローンは日本の混迷が続けば、領土確保を考慮するべきではないかと意見を述べている。そのため、ビスマルクは蝦夷地租借（事実上の買受け）却下の3週間後、方針転換し蝦夷地租借を認可した。具体的には「会津・庄内両藩主がプロイセンから資金を借りる担保として「蝦夷地の土地を99年間貸与すると申し出ており、その書簡は、ベルリンのドイツ連邦文書館・駐日公使発本国向けの外交書簡に実在する。文書には、「スネル兄弟（当時東北にいたプロイセン人の仲介役）が、借り入れに対して蝦夷地の領地を99年間、担保として与えるとする会津・庄内領主の（スネルに対する）全権委任状を持ってきた。100平方ドイツマイルの土地を得るのに30万メキシコドルで十分だ」などと書かれており、幕末期、会津藩の領地は現在のオホーツクと根室管内の一部、庄内藩は留萌と上川管内の一部などであり、書簡には「会津・庄内藩の蝦夷地の土地に軍港はないが、ひとたび足がかりをつかめば他の地の購入が容易になるだろう」とも綴られており、海軍拠点確保に向けた意図が読み取れる。
しかし、幕末には勅許の有無を得ずして開港の有無が、天皇に対する不遜ではないかと論議された経緯があり、土佐藩・板垣退助、薩摩藩・伊地知正治らはこれを阻止するため、会津を早期に攻め落とす策を大村益次郎に献策。会津戦争が終結した一週間後に、ビスマルクからの返書が届くが、落城した後であったために有耶無耶となった。板垣はこの時、会津・庄内によって進められた蝦夷地売却が世の批難を浴びることを危惧し「寛大な措置を行うよう」総督府に嘆願書面を送り、その名誉回復に努めている。

### 会津への出兵
鎮撫使は仙台藩に対し強硬に会津出兵を迫ったため3月27日に会津藩境に出兵したが、この間も仙台藩・米沢藩等は会津藩と接触を保って謝罪嘆願の内容について検討を重ねていた。4月29日、七ヶ宿・関宿本陣にて仙台・米沢・会津三藩による談判がもたれ、会津藩が謀主の首級を出し降伏することで一旦同意した しかし、数日後にはそれを翻した内容の嘆願書を持参する。これを見て仙台藩は説得を諦めることとなる。

### 白石列藩会議
こうした中、閏4月4日、米沢藩・仙台藩4家老の名前で、奥羽諸藩に対して列藩会議召集の回状が回された。閏4月11日、奥羽14藩は仙台藩領の白石城において列藩会議を開き、会津藩・庄内藩赦免の嘆願書「会津藩寛典処分嘆願書」などを奥羽鎮撫総督に提出した。しかしこれが却下されたため、閏4月19日、諸藩は会津・庄内の諸攻口における解兵を宣言した。

### 世良修蔵の暗殺
奥羽鎮撫総督府下参謀の世良修蔵は4月12日に仙台を出発して白河方面に赴き、各地で会津藩への進攻を督促していたが、閏4月19日に福島に入り旅宿金沢屋に投宿していた。ここで、同じく下参謀であった薩摩藩士・大山格之助に密書を書いた。
内容は、鎮撫使の兵力が不足しており奥羽鎮撫の実効が上がらないため、奥羽の実情を総督府や京都に報告して増援を願うものであったが、この密書が仙台藩士・瀬上主膳や姉歯武之進らの手に渡った。姉歯らは以前から世良修蔵の動向を警戒していたが、密書の中にある「奥羽皆敵」の文面を見て激昂した彼らは、翌日金沢屋において世良修蔵を襲撃した。世良はピストルで応戦するが不発、あえなく捕らえられ、阿武隈川の河原にて斬首された。

### 奥羽列藩同盟の誕生
会津赦免の嘆願の拒絶と世良の暗殺によって、奥羽諸藩は朝廷へ直接建白を行う方針に変更することとなった。そのためには奥羽諸藩の結束を強める必要があることから、閏4月23日新たに11藩を加えて白石盟約書が調印された。その後、仙台において白石盟約書における大国強権の項の修正や同盟諸藩の相互協力関係を規定して、5月3日に25藩による盟約書 が調印され、同時に会津・庄内両藩への寛典を要望した太政官建白書も作成された。奥羽列藩同盟成立の月日については諸説あるが、仙台にて白河盟約書を加筆修正し、太政官建白書の合意がなった5月3日とするのが主流のようである。同盟のイデオローグ・理論的指導者として仙台藩の漢学者・大槻磐渓の存在が挙げられる。そして、同じく仙台藩士・玉虫左太夫は、藩主・伊達慶邦の命を受けて東北諸藩を回り同盟を成立させた立役者の一人として知られる。

### 北越諸藩の加盟～奥羽越列藩同盟の成立
翌4日には、新政府軍との会談に決裂した越後長岡藩が加盟、6日には新発田藩等の北越同盟加盟5藩が加入し、計31藩による奥羽越列藩同盟が成立した。しかし新発田藩は圧力によって渋々参加したものであったため、後に寝返ることになる。

### 列藩同盟結成後の撫順総督府
副総督の澤為量が率いる新政府軍は庄内討伐のため秋田に滞在しており、世良が暗殺された後は、九条は仙台藩において軟禁状態になっていた。5月1日、松島に新政府軍の佐賀藩、小倉藩の兵が上陸し、九条の護衛のため仙台城下に入った。九条は、奥羽諸藩の実情を報告するために副総督の澤と合流して上京する旨を仙台藩側に伝えた。翌15日、列藩会議が開かれてこの問題が討議され、九条の解放に反対する意見も出たが、結局九条の転陣が内定し、18日、仙台を発って盛岡藩に向かった。

## 同盟の構成

### 奥羽越公議府
奥羽越列藩同盟の政策機関として奥羽越公議府（公議所とも）がつくられ、諸藩の代表からなる参謀達が白石城で評議を行った。

### 列藩同盟の戦略
奥羽越公議府において評議された戦略は、「白河処置」及び「庄内処置」、「北越処置」、「総括」であり、全23項目にのぼる。主に次のような内容で構成される。
- 白河以北に薩長軍を入れない、主に会津が担当し仙台・二本松も出動する
- 庄内方面の薩長軍は米沢が排除する
- 北越方面は長岡・米沢・庄内が当たる
- 新潟港は列藩同盟の共同管理とする
- 薩長軍の排除後、南下し関東方面に侵攻し、江戸城を押さえる
- 世論を喚起して、諸外国を味方につける

このほか、プロイセン領事、アメリカ公使に使者を派遣し、貿易を行うことを要請している。

### 盟主・輪王寺宮

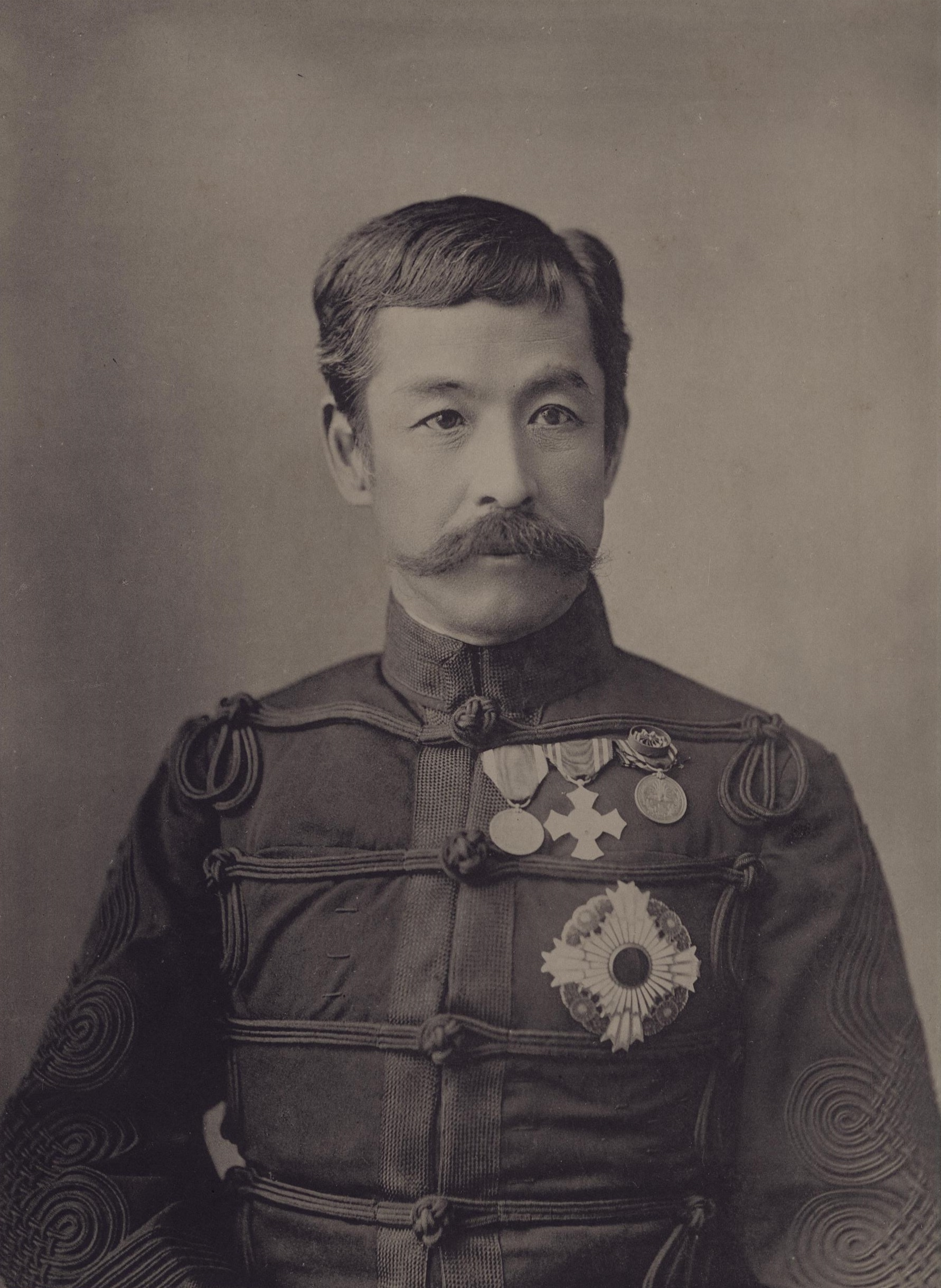
最後の輪王寺宮にして奥羽越列藩同盟の盟主となった公現入道親王（のちの北白川宮能久親王）

上野戦争から逃れ、6月6日に会津に入っていた寛永寺の門跡、輪王寺宮公現入道親王を同盟の盟主に戴こうとする構想が浮上した。輪王寺宮は「会稽の恥辱を雪ぎ、速に仏敵朝敵退治せんと欲す」と述べるなど、新政府軍に対して強い反感を持っていた。同盟側は輪王寺宮に対し、軍事的要素も含む同盟の総裁への就任を要請した。しかし輪王寺宮は「君側の奸」を除くことには同意し、政治面での盟主にはなるが、出家の身であるために軍事面では指導できないとした。結局、6月16日に盟主のみの就任に決着、7月12日には白石城に入り列藩会議に出席した。
この際輪王寺宮が同盟の「天皇」として推戴されたという説が存在する。瀧川政次郎がその可能性があると指摘し、遠藤進之助、亀掛川博正らも追随している。藤井徳行はこの説をさらにすすめ、当時の日本をアメリカ公使は本国に対して、「今、日本には二人の帝（ミカド）がいる。現在、北方政権のほうが優勢である。」と伝えており、新聞にも同様の記事が掲載されている ことや、この「朝廷」が「東武皇帝」を擁立し、元号を「大政」と改め、政府の布陣を定めた名簿が史料として残っている ことなどから、「東北朝廷」の存在はほぼ確定的になったと主張した。星亮一、小田部雄次などがこの説を支持している。一方で石井孝、工藤威は現実性をもたない、構想のみのものであったと批判している。
上野戦争の頃から輪王寺宮が天皇として擁立されるという噂は流れており、輪王寺宮の江戸脱出に手を貸した榎本武揚も「南北朝の昔の如き事を御勤め申す者が有之候とも御同意遊ばすな」と忠告している。輪王寺宮は列藩会議出席に先立つ7月9日に秋田藩、10日には仙台藩に対し「幼君」のため、「久壊凶悪」な「薩賊」を除くとした「輪王寺宮令旨」を下している。さらに10日には動座について説明し、「薩賊」を除くために輪王寺宮が決起したという布告文が公議府から出されている。この布告文には目的を達成したあと輪王寺宮が東叡山（寛永寺）に戻るとされた上、「南北朝ノ故事ヲ附会シテ、宮様ノ御神意ヲ弁ヘス、誣罔ノ説ナサンコトヲ恐ル」と説明されている。石井孝はこの布告文から東北朝廷の存在は成り立たないとしている。また「東北朝廷」の構成とされる史料についても作成された経緯が不明確であり、輪王寺宮の還俗・即位・改元についても公表された形跡はない。
皇族であり、明治天皇の叔父 でもある輪王寺宮の擁立は同盟にとっては統合のシンボル的な価値を持った。しかし秋田藩などから三種の神器の無い即位の強要は「足利尊氏の悪例」として批判されている。いわばお飾り的な存在であった輪王寺宮だったが、後に同盟が敗勢に向かうと、軍事面にも積極的な言動を行うようになり、抗戦継続を訴えるようになった。

### 組織構造
奥羽越列藩同盟は、まず列藩会議があり、その下に白石に奥羽越公議府が置かれた。その後輪王寺宮が盟主に就任し、旧幕府の閣老である板倉勝静、小笠原長行にも協力を仰ぎ、次のような組織構造が成立した。
- 盟主 : 輪王寺宮
- 総督 : 伊達慶邦、上杉斉憲
- 参謀 : 小笠原長行、板倉勝静
- 政策機関 : 奥羽越公議府（白石）
- 大本営 : 軍事局（福島）
- 最高機関 : 奥羽越列藩会議

この結果、形式的には京都の新政府に対抗する権力構造が整えられたとする評価もあるが、すでに新政府軍との戦闘の最中であり、指揮系統が統一されることもなかった。降伏に際しても同盟としての降伏は行われず、各藩が個々に降伏している。

### 構成藩
（）内は、同盟当時の藩主。
＊は新政府軍に寝返った藩（進退窮まっての降伏は除く、なお下手渡藩は当初から新政府軍に通じた上での加入であった）

#### 閏4月11日の白石城での会議に参加した14藩
- 仙台藩 (伊達慶邦)
- 米沢藩 (上杉斉憲)
- 二本松藩 (丹羽長国)
- 湯長谷藩 (内藤政養)
- 棚倉藩 (阿部正静)
- 亀田藩 (岩城隆邦)
- 相馬中村藩 (相馬誠胤)
- 山形藩 (水野忠弘[注釈 9])[注釈 10]
- 福島藩 (板倉勝己)
- 上山藩 (松平信庸)
- 一関藩 (田村邦栄)
- 盛岡藩 (南部利剛)
- 三春藩＊ (秋田映季)
- 矢島藩＊ (生駒親敬、参加時は交代寄合旗本、明治維新後に石高を直し再立藩した）

#### 閏4月23日の白石城での会議に参加した11藩
- 久保田藩 (秋田藩)＊ (佐竹義堯)
- 弘前藩＊ (津軽承昭)[注釈 11]
- 守山藩＊ (松平頼升)[注釈 12]
- 新庄藩＊ (戸沢正実)[注釈 13]
- 八戸藩 (南部信順)
- 磐城平藩 (安藤信勇)[注釈 14]
- 松前藩＊ (松前徳広)[注釈 15]
- 本荘藩＊ (六郷政鑑)
- 泉藩 (本多忠紀)
- 下手渡藩＊ (立花種恭)[注釈 16]
- 天童藩 (織田信敏)

#### 奥羽越列藩同盟に参加した北越6藩
5月4日加盟
- 長岡藩 (牧野忠訓)

以下、5月6日加盟
- 新発田藩＊ (溝口直正)
- 村上藩 (内藤信民)
- 村松藩 (堀直賀)
- 三根山藩 (牧野忠泰)
- 黒川藩 (柳沢光邦:閏4月20日光昭から家督を譲り受ける)

#### その他
- 上総国請西藩藩主の林忠崇は、大名でありながら脱藩し、70名の藩士と共に箱根以降の各地の戦闘に参加し、奥羽の戦いにも加わっている。
- 水戸藩諸生党（市川勢）

## 戦闘
戦闘は大まかに庄内・秋田戦線、北越戦線、白河戦線、平潟戦線に分けることができる。このうち、秋田戦線については久保田藩の新政府への恭順により加わったものである。なお、同様に新政府側となった弘前藩との間では野辺地で盛岡・八戸両藩と戦闘となっている（野辺地戦争）。

### 庄内・秋田戦線

#### 清川口の戦い
庄内藩は、江戸市中警備を行っていた新徴組を引き上げるのに当たって、その褒賞として最上川西岸の天領を旧幕府より与えられていた。しかし、住民はこれを不服として仙台の奥羽鎮撫府に申し出たため、4月10日にこの申し出を口実に庄内征伐を決め、秋田藩、弘前藩の両藩に討ち入りを命じた。14日には副総督澤為量ら討庄軍が仙台を出発して庄内藩の討伐に向かい、奥羽諸藩の兵とともに新庄城を拠点に庄内藩へ侵攻した。24日に清川口で最初の戦闘が発生したが、庄内軍が薩長軍を撃退する。この段階では各藩とも戦闘に消極的であった。

#### 天童の戦い
4月24日、清川口の戦いで奥羽鎮撫府軍を撃退した庄内軍は、勝勢に乗じて六十里越を通り最上川左岸（寒河江市・河北町）に布陣する。閏4月4日最上川を越えて天童を襲撃、市街地の半分を焼く。朝敵の誹りを恐れた庄内藩主・酒井忠篤は撤退の命を下し閏4月12日に撤退するが、官位は剥奪され庄内藩は正式に討伐の対象になってしまう。

#### 秋田戦線
5月18日に仙台を出た九条総督一行は6月3日に盛岡に入ったが、盛岡藩はいまだ藩論統一をみない、新政府側家老暗殺の動きすらある状態であったことからこれを諦め、盛岡藩は金銭を支払う形で領内退去を願い、総督は6月24日に秋田へ出発した。7月1日、九条一行は秋田にて澤副総督と再会し、東北地方の新政府軍が秋田に集結することになった。
同藩出身である平田篤胤の影響で尊王論の強かった秋田藩においては、列藩同盟か朝廷かで藩論が二分されたが、平田学の影響を受けた若い武士が仙台藩からの使者を斬殺するに至って、新政府軍への参加と庄内藩への進攻を決定した。仙台藩はこれに怒って久保田領内に侵攻し、庄内藩と共同作戦をとりつつ横手城を陥落させ、久保田城へ迫った。
庄内藩は新政府軍側についた新庄藩、本荘藩、久保田藩へと侵攻する。藩論統一が成されていなかった盛岡藩は仙台藩に恫喝される形で軍を発し、久保田藩領内北部から進入、かねてより仙台藩と親しかった家老・楢山佐渡の指揮のもと、町村を焼き払いながら侵攻し、大館城を陥落させ、さらに久保田城の方向に攻め入った。
秋田南部での戦いでは、薩長兵や新庄兵が守る新庄城を数で劣る庄内藩が激戦の末に撃破し、秋田に入った後も、列藩同盟側は極めて優勢に戦いを進めていた。特に、庄内藩の鬼玄蕃と呼ばれた家老・酒井吉之丞は二番大隊を率い奮戦した。彼は、最初から最後まで負け戦らしい戦闘を経験せず、同盟側の多くが降伏し、庄内領内にも敵が出没するという情勢を受けて、現在の秋田空港の近くから庄内藩領まで無事撤退を完了させて、その手腕を評価された。
秋田北部の戦いでは盛岡藩は大館城を攻略した後、きみまち坂付近まで接近するものの、新政府軍側の最新兵器を持った兵が応援に駆けつけると形勢は逆転し、多くの戦闘を繰り返しながら元の藩境まで押されてしまう。盛岡藩領内へ戻った楢山佐渡以下の秋田侵攻軍は、留守中に藩を掌握した朝廷側勢力によって捕縛され、盛岡藩は朝廷側へと態度を変更しはじめた。
結果として、久保田領内はほぼ全土が戦火にさらされることになった。

### 北越戦線
長岡・米沢藩を中心とした列藩同盟軍と新政府軍との長岡藩周辺及び新潟攻防戦を中心とした一連の戦闘。
北越においては、5月2日の小千谷談判の決裂後、長岡藩は奥羽越列藩同盟に正式に参加し、新発田藩など他の越後5藩もこれに続いて同盟に加わった。これにより長岡藩と新政府軍の間に戦端が開かれた。
家老・河井継之助率いる長岡藩兵は、ガトリング砲などを用いた強力な火力戦により善戦するが、5月19日には長岡城が陥落した。しかし、その後も長岡藩は奮闘し、7月末には長岡城を一時的に奪還したが、この際の負傷が原因で河井継之助は死亡した。結局長岡城は新政府軍に奪われ、会津へ敗走した。
新潟は列藩同盟側の武器調達拠点であるとともに、阿賀野川を制することにより庄内・会津方面の防衛線としても重要な拠点であった。
新潟は米沢藩を中心に守りを固めていたが、7月25日、新政府軍に寝返った新発田藩の手引きによって新政府軍が上陸。同月29日には新潟は制圧され、米沢藩は敗走した。

### 白河戦線、平潟戦線
会津藩及び奥羽越列藩同盟軍と北上してきた明治新政府軍との白河口、二本松、日光口、母成峠から若松城下の戦いに至る一連の戦闘。同様に、太平洋岸の藩である磐城平藩と中村藩と仙台藩による列藩同盟軍と、明治新政府軍との一連の戦闘。
同盟結成後直ちに白河城を制圧した列藩同盟軍であったが、5月1日、薩摩藩士・伊地知正治率いる新政府軍は列藩同盟軍から白河城を奪還する。以後、白河城をめぐり3か月余りも攻防戦（白河口の戦い）が行われた。5月1日仙台藩・会津藩等の連合軍は2500以上の大兵を擁しながら白河口の戦いで新政府軍700に大敗し、白河城も陥落する。6月12日には仙台藩・会津藩・二本松藩連合軍が、白河城を攻撃したものの、失敗に終わった。6月26日には列藩同盟軍が白河から撤退し須賀川へ逃れることとなる。
一方、太平洋側では、6月16日、土佐藩士・板垣退助が率いる新政府軍が、海路で常陸国平潟に上陸した。6月24日、仙台藩兵を主力とする列藩同盟軍は、新政府軍と棚倉で激突した。6月24日には棚倉城が陥落、さらに7月13日には、新政府軍と列藩同盟軍が磐城平で激突した。列藩同盟の準盟主格の米沢藩はこの戦闘に参加せず、列藩同盟軍は磐城平城の戦いに敗れ、磐城平で藩主に代わり指揮を取っていた前々藩主・安藤信正は仙台に退いた。中村藩兵と仙台藩兵が退却すると、新政府軍は中村藩兵と仙台藩兵を追撃。7月26日、列藩同盟軍と新政府軍は広野で再び戦い、新政府軍は列藩同盟軍を破った。その後8月6日には中村藩の降伏により、太平洋岸は完全に新政府軍が制圧した。
7月26日には勤皇派が実権を得た三春藩が新政府軍に恭順し、二本松方面へ攻撃準備に加わり、7月29日に二本松城が陥落した。二本松領を占領した新政府軍では、次の攻撃目標を会津にするか仙台・米沢にするかで意見が分かれたが、会津を攻撃することとなった。会津戦争の始まりである。
会津藩は江戸占領を意図し、南方の日光口を中心に会津から遠く離れた各所に部隊を送っていたが、二本松まで北上していた新政府軍は若松の東の母成峠から攻め、敏速に前進し8月23日には若松城下に突入した。遠方に兵力があった会津藩は新政府軍の前進を阻止できず、各地の戦線は崩壊し、各地の部隊は新政府の前進を阻止するでもなく若松への帰還を志向し、城下では予備部隊である白虎隊まで投入するがあえなく敗れた。

### 瓦解
7月26日まず三春藩が降伏、28日には松前藩で尊王派の正議隊による政変（正議隊事件）が起きて降伏した。続いて、29日に二本松藩の本拠・二本松城が落城した。次いで8月6日相馬中村藩が降伏。一方、同盟であったはずの下手渡藩が、列藩同盟参加の時点で既に藩主が京都入りして新政府軍に加わっていた事実 が判明し、仙台藩が8月14日に同藩に攻め入り、下手渡藩および援兵の筑後国柳川藩 と交戦となり、下手渡藩藩庁の下手渡陣屋が焼失した。
日本海側の戦線においては、新政府軍は新潟に上陸した後、8月中は下越を戦場に米沢藩と戦っていたが、劣勢となり羽越の国境に迫られた米沢藩が9月4日に降伏し、次いで12日には仙台藩が降伏し、すなわち同盟の盟主格の二大藩が相次いで降伏した。その後、15日福島藩、上山藩、17日山形藩、18日天童藩、19日会津藩、20日盛岡藩、23日庄内藩と主だった藩が続々と降伏し、奥羽越列藩同盟は完全に崩壊した。盟主であった輪王寺宮は9月18日に降伏し、翌年まで京都で謹慎の身となった。

### 野辺地戦争
盛岡藩降伏後の9月23日未明、突如として弘前・黒石両藩が盛岡・八戸両藩が守備する野辺地へ侵攻したもの。一旦は盛岡・八戸藩が退却するも、反撃に転じ弘前・黒石軍を撃破する。
双方の戦死者は盛岡・八戸両藩が8名なのに対し、弘前・黒石両藩が29名（或いは43名とされる）であり津軽側の大敗であった。
この戦闘の原因は津軽側の実績作りといわれるが不明である。同様の小競り合いは鹿角郡濁川でも起こっている（濁川焼討ち事件）が、いずれも戦後処理においては私闘とされた。

## 戦後処理

### 新政府に敵対した藩

#### 減封
- 仙台藩
62万石から28万石へ、34万石の減封。
藩主・伊達慶邦は、養子の宗敦[注釈 20]と共に江戸へ連行され、死一等を減じられて謹慎閉門。宗敦廃嫡の上、四男の亀三郎（宗基）への、家督相続は許された。
家老6名のうち但木土佐ら2名が処刑、さらに2名が切腹させられた。
- 盛岡藩
20万石から13万石に減封の上、旧仙台藩領の白石に転封。
藩主・南部利剛は、謹慎隠居。家督は長男・利恭に譲られた。
家老楢山佐渡ら3名が切腹。
- 二本松藩
10万700石から5万石に減封。
藩主・丹羽長国は、謹慎隠居。家督は養子・長裕に譲られた。
- 米沢藩
18万石から14万石に減封。
藩主・上杉斉憲は、明治元年（1868年）12月7日、家督を長男・茂憲に譲り隠居。
- 棚倉藩
10万石から6万石に減封。
藩主・阿部正静は、隠居。家督は義理の叔父・正功に譲られた。
- 長岡藩
7万4千石から2万4千石に減封。
藩主・牧野忠訓は、謹慎隠居。家督は養子・忠毅に譲られた。
家老格の河井継之助は戦死していたため、家名断絶の処分が下された。
- 上山藩
3万石から2万7千石に減封。
藩主・松平信庸は、謹慎隠居。家督は異母弟・信安に譲られた。
- 一関藩
3万石から2万7千石に減封。
藩主・田村邦栄は、謹慎隠居。家督は実弟・崇顕に譲られた。
- 福島藩
3万石から2万8千石へ減封の上三河国重原藩へ転封。
藩主・板倉勝己は、謹慎隠居。家督は父の従兄弟にあたる勝達に譲られた。
- 亀田藩
2万石から1万8千石に減封。
藩主・岩城隆邦は、謹慎隠居。家督は養子・隆彰に譲られた。
- 湯長谷藩
1万5千石から1万4千石へ減封。
藩主・内藤政養は、謹慎隠居。家督は養子・政憲に譲られた。
- 泉藩
2万石から1万8千石に減封。
藩主・本多忠紀は、謹慎隠居。家督は養子・忠伸に譲られた。
- 天童藩
2万石から1万8千石に減封。
藩主・織田信敏は、謹慎隠居。家督は実弟・寿重丸に譲られた。
- 三根山藩
早々に恭順の意思を示し、庄内藩攻撃に参加したため、1万1千石から1万500石へと軽微な減封。本家の長岡藩に連座する形で信濃国伊那への転封命令が出たものの、懇願により撤回。
藩主・牧野忠泰は、一時謹慎したものの藩主の地位は維持。

#### 石高を維持し転封
- 山形藩
近江国朝日山へ石高5万石のままで転封、朝日山藩を立藩。
藩主・水野忠弘は13歳と幼く、また、同盟加入当時は隠居していた父・忠精とともに上洛しており、同盟加入には関わっておらず、父忠精とともに謹慎に処されたのみ。
藩主不在の国元にあった筆頭家老・水野元宣が責を一身に背負い処刑された。

#### 新政府に献納し所領安堵
- 磐城平藩
当初、6万7千石から3万4千石へ減封のうえ、陸中国磐井郡の転封の措置が下されたが、新政府に7万両を献納し、所領安堵。
藩主・安藤信勇は、一時謹慎（戊辰戦争の間、京都にいて恭順の意を示していた）。国元で指揮を取った前々藩主安藤信正には永蟄居の処分が下った（明治2年（1869年）に解除）。
- 相馬中村藩
新政府に1万両を献納し、所領安堵。
藩主・相馬誠胤は、一時謹慎。

#### 所領安堵
- 八戸藩
藩主・南部信順は、薩摩藩8代藩主・島津重豪の実子であったため、同盟当初から警戒されており、藩は本格的な戦闘に参加することなく終戦を迎え、藩及び藩主への処分はなかった。
- 村上藩
藩主・内藤信民が戦中に自殺。抗戦派の家老・鳥居三十郎が援軍として庄内藩に向かった一方で、久永惣右衛門・江坂与兵衛ら帰順派藩士らは村上に進駐した新政府軍の詰所に出頭して降伏。先代藩主信思が謹慎処分となったが、翌年赦免され信美を養子に迎え家督を継がせた。
鳥居三十郎には死罪が命ぜられ、切腹。
- 村松藩
藩論が分かれ、佐幕派である藩主・堀直賀は家門の筆頭家老堀右衛門三郎らを率いて長岡へ出兵、敗れて米沢藩に敗走、その機会に新政府派は先代藩主・直休の弟・直弘を新藩主に擁立するクーデターを起こし新政府軍に降伏、村松藩は所領を安堵された。
藩主・堀直賀は、謹慎隠居。直弘への襲封は認められた。
堀右衛門三郎らが責めを負って死罪。

#### 同盟外構成者の処分
- 請西藩
藩主・林忠崇は脱藩の上での参加であったが、新政府への反逆とみなされ、1万石全てを除封。
忠崇は、唐津藩江戸屋敷に一時幽閉後、明治5年（1872年）1月、赦免されるまで甥の忠弘の預かりとなる。明治26年（1893年）に授爵されるまで、士族とされ、旧諸侯の礼遇を受けることはなかった。
重臣に死罪が命じられる。
- 水戸藩諸生党（市川勢）
水戸藩天狗党軍と水戸他で交戦し壊滅。
主導者である市川弘美（三左衛門）は、江戸に逃亡潜伏していたところを捕らえられ、水戸にて処刑。

### 新政府に与した藩
- 久保田藩: 賞典禄2万石授禄。
- 松前藩: 賞典禄2万石授禄。
- 新庄藩: 賞典禄1万5000石授禄。
- 弘前藩: 賞典禄1万石授禄。
- 本荘藩: 賞典禄1万石授禄。
- 守山藩: 賞典禄9300石授禄。
- 矢島藩: 賞典禄1000石授禄。
- 三春藩
- 新発田藩
- 下手渡藩: 下手渡を分領として残したまま、筑後三池を回復。三池藩を再立藩。